# Helina nevadannosa
Helina nevadannosa är en tvåvingeart som beskrevs av Lyneborg 1970. Helina nevadannosa ingår i släktet Helina och familjen husflugor. Inga underarter finns listade i Catalogue of Life.